# Castel Cambi
Castel Cambi, in passato anche Castel Cambio (in croato Kaštel Kambelovac), è una frazione della città croata di Castelli.
Il centro abitato si sviluppò intorno a una residenza fortificata della famiglia spalatina dei Cambi, risalente al 1566.